# 小行星9091
小行星9091（英語：9091 Ishidatakaki）是一颗围绕太阳公转的小行星。1995年11月2日，小林隆男在大泉天文台发现了此天体。
这颗小行星的绝对星等为141.2312227730296等。